# Jürgen Wiefel
Jürgen Wiefel (Lipsia, 10 marzo 1952) è un ex tiratore a segno tedesco.

## Palmarès

### Olimpiadi
- 2 medaglie:
  - 2 argenti (Montréal 1976 nella pistola 25 metri; Mosca 1980 nella pistola 25 metri)